# متئورا (فیلم)
«متئورا» (یونانی: Μετέωρα) فیلمی در ژانر درام و رمانتیک است که در سال ۲۰۱۲ منتشر شد.